# センター・フォー・パブリック・インテグリティ
センター・フォー・パブリック・インテグリティ（英語: The Center for Public Integrity、略: CPI）とは、アメリカ合衆国の非営利の調査報道団体である。
CPIの使命は「力のある公的機関や私的組織による権力の濫用や汚職や義務に対する怠慢を暴き、誠実かつ高潔で説明責任を備えた公益第一の運営がなされるようにする」事である。CPIには50人以上のスタッフがおり、アメリカ合衆国の無党派・非営利の調査センターの中では最大の組織の1つである。CPIは自らを「党派に属さない、擁護活動をしない」組織と表現しており、進歩主義 や無党派性、独立性、自由主義グループ を特徴としてきた。
CPIはウェブサイトで発表した記事を、全米や世界中のメディア・アウトレットに配信している。2004年にはCPIの書籍「The Buying of the President」（買収される大統領）がニューヨーク・タイムズで3ヶ月間ベストセラーになった。
CPIの日本語訳は定まっておらず、センター・フォー・パブリック・インテグリティ や公益擁護センター、公共性保全センター、社会健全センター など様々な表現がなされている。また調査報道NPO と呼ばれることもある。

## 歴史

### 1989～2004年
CPIは1989年3月にABCニュースやCBSニュースの60 Minutesの元プロデューサーのチャールズ・ルイスが創設した。雑誌のプロフィールによると、ルイスはアメリカの調査報道の悲惨な状況やアメリカ政府の更に悲惨な状況に幻滅してCPIを始めた。1990年5月、ルイスは自分の家を担保にして工面した金で、1800平方フィート（170平方メートル）の事務所をワシントンD.C.に開いた。最初の年の予算は20万ドルだった。CPIは1996年に最初のウェブサイトを立ち上げたが、報告書をネットに公開したのは2000年からである。1997年、CPIは国際調査報道ジャーナリスト連合（ICIJ）を設立し、60カ国以上で160人の調査ジャーナリストが参加する国際ネットワークを作った。2001年にはCPIの他に国際プロジェクトのグローバル・インテグリティを立ち上げて、様々な国々の開放性や説明責任、法律の規定を計画的に追跡調査した。

### 2005～2007年
ルイスは2005年1月まで執行役員を務め、その間にCPIは14冊の本と250以上の調査報告を発表した。2005年時点で、CPIにはワシントンD.C.に常勤する40人の記者と25カ国以上の執筆者や編集者のネットワークがあった。数年後、ルイスは辞職の理由を「Chuck's Excellent Adventure」（チャックの素晴らしい冒険）のような組織にしたくなかったと述べた。ルイスの辞職は資金提供者の一人で博愛主義者のハーバート・サンドラーやマリソン・サンドラーを驚かせた。2004年12月、CPIの役員会はテレビ・ジャーナリストのロベルタ・バスキンをルイスの後継者に選んだ。バスキンはABCニュースの消費者調査番組「20/20」のディレクターやPBSの「Now on PBS」のワシントン特派員を務めた人物である。バスキンは2006年5月24日まで、CPIの執行役員を務めた。
2005年9月、CPIは2002年に出版した「Capitol Offenders」（議事堂の犯罪者）で、執筆スタッフのロバート・ムーアが剽窃した痕跡を見つけたと発表した。CPIは原稿整理編集者を雇ってムーアの全ての作品を再調査して、「Capitol Offenders」の改訂版を出して、剽窃された全ての記者に謝罪の手紙を送り、新しい校正政策を作り、調査報道者と編集者から受けた賞を返上した。ムーアは反対候補調査を専門とする政治コンサルティング会社に勤務する人物だった。数年後、ムーアはミルウォーキー・ジャーナル・センチネルに「センターの公式説明は、私がセンターを離れた理由の全てを正確に語っていない」と述べたが、詳細は説明しなかった。一方、ルイスは「CPIの注意深く集められた非常に才能のある上級職員の大部分は2005年秋までに退職した」と書いた。

### 2007年～現在
2007年、アメリカン・パブリック・メディアやミネソタ・パブリック・ラジオの副社長のウィリアム・ブゼンバーグが後継者に就任した。ブゼンバーグは2004年に最初の面接を受け、最終的に前任者のロベルタ・バスキンに選ばれた。
ルイスのレポートによると、2007年前半に「常勤スタッフの数は3分の1減少した」 。常勤スタッフは最も多い時で40人居たが、2007年12月に25人にまで落ち込んだ。当時ブゼンバーグは「ここは凄い、凄い場所だが、私は貴方を騙さない。本当に率直に言ってルイスは財政的に良い状態でセンターを残したが、夢想家が去ってしまう時、あなたはどうやって続けるの？「かろうじて」がその答えだ」と語った。バスキンはブゼンバーグの主張に異議を唱えて、アメリカン・ジャーナリズム・レビューに公開書簡を書いた。「現在の執行役員のビル・ブゼンバークの声明とは逆に、センターは私の前任者によって「財政的に良い状態」で残されていなかった。私が任期に入る前の年に稼いだ資金の多くは、予算超過した過去の幾つかのプロジェクトの穴埋めに使われた。私は財務部長を交代させ、自分は募金調達を最優先にした。ブゼンバーグも同じようにしているが、私は新人募金調達担当者として、数百万ドルを稼いだ事実を誇りに思う」。
2008年にルイスは自分の辞任後の移行期間について思案した。「私はスタッフに起こった事やセンターの状態を残念に思います。皆さんが知っているように、ここ数年は羨ましいとはとても言えない状態です。しかしそれが私が辞任することが大切だと思った理由の1つです。私はCPIを設立し、15年間運営してきました。ある時点で、創業者はビルを去らねばなりません。私はそれを残念だとは思いません。私は辞任することが重要だと思います。しかし私が尊敬する人々にもたらした困苦については心苦しく思います」。
2010年、ハフィントン・ポストの調査財団がCPIと合併して、8人のハフィントン・ポストのジャーナリストがCPIに移籍した。2011年、CPIは200万ドルの予算不足を補うためにスタッフ10人を削減し、ブゼンバーグと他の上級スタッフも給料をカットした。CPI会長のブルース・フィゼンは「予算は200～300万ドルの間、おそらく250万ドル近く減るだろう。来年の予算は600～700万ドルの間になる」と発言した。2012年時点で、CPIには50人以上のスタッフがおり、国内の無党派・非営利の調査センターの中では最大の組織の1つだった。2011年4月、ナイト財団の援助を受けて、CPIは主要な調査報道のウェブサイトを iWatchnews.org にした。しかし2012年8月、CPIは iWatchnews.org の使用を中止し、ドメインを元に戻した。

## 組織構造

### 資金
CPIの財政は個人の寄付や慈善財団から与えられる資金提供によって支えられている。CPIの寄付者のリストは、公式ウェブサイトで見ることが出来る。CPIの年次報告書もウェブサイトから入手することが出来る。CPIは企業や組合からの寄付の受けれを1996年に停止した 。最初の年のCPIの予算は20万ドルだったが、2010年のCPIの歳入は926万4997ドル、歳出は770万8349ドルだった。
CPIの報告書に寄ると、サンライト財団やジャーナリズムにおける倫理卓越財団、フォード財団、ジョン・Dとキャサリン・T・マッカーサー財団、ジョン・Sとジェームズ・L・ナイト財団、オミダイア・ネットワーク、オープン・ソサエティ財団、ピュー慈善信託など数多くの財団の支援を受けている。この他にバーブラ・ストライサンド財団もCPIに資金提供している。

### 役員会
CPIの役員会は、ブルース・A・フィゼン（会長）、ウィリアム・ブゼンバーグ、ハフィントン・ポストのアリアナ・ハフィントン、Craigslistのクレイグ・ニューマーク、ギルバート・オーメン 、モリー・ビンガム、チャールズ・エイゼンドラス、ダン・エメット、マシュー・グラナド 、ジェニファー・8・リー、ジェームズ・A・キールナン、60 Minutesのスティーブ・クロフト、ヘンドリック・ジャン・ラスール、スーザン・ローエンバーグ、ベービス・ロングストレス、YouTubeのオリビア・マー、スコット・シーグラー、マリアンヌ・セゲディ・マスザク、マット・トンプソン などが在籍している。また過去の役員会にはCNNのクリスティアン・アマンプールやシェイラ・コロネル、フレデリック・シーガル、チャールズ・ピラーが居た。

### 国際調査報道ジャーナリスト連合
国際調査報道ジャーナリスト連合または調査ジャーナリスト国際連合（ICIJ）はCPIのプロジェクトの1つで、「越境犯罪、汚職や権力の説明責任」などの問題に焦点を当てている。2013年の協会には60カ国以上から160人の会員ジャーナリストが在籍している。

国際調査報道ジャーナリスト連合ロゴマーク

ICIJは国際的なジャーナリストや報道機関のチームを招集して、様々な調査を行う。例えばオフショア･リークの調査には80人以上が参加し、日本のNHKや朝日新聞も協力した。ICIJは1年に2回、際立った国際的調査報告に対してダニエル・パール賞を授与している。ICIJは2011年からジェラルド・ライルが指揮しており、スタッフにはマイケル・ハドソンなどが居る。2013年の助言委員会にはビル・コバッチやフィリップ・ナイトレイ、グウェン・リスター、ゴエナワン・モハマドなどが居る。タックス・ヘイヴンを利用した企業や個人名を公開するパナマ文書、バハマ文書の入手、発表によって注目を集めた。その他、スイスリークス事件やルクセンブルク・リークスを公開した実績がある。

## イデオロギー
1996年のロサンゼルス・タイムズのニュース記事や1996年のニューヨーク・タイムズの社説は、CPIの特徴を「リベラルグループ」としていた。進歩主義のメディア監視団体「報道における公正と正確」はCPIを「進歩主義」と説明した。CPIは自らを「厳格な無党派」であり「ロビー活動や、いかなる立法・政治的候補・政党も支持しない」としている。

## 報告書

### アメリカの貿易官僚最前線
CPIの最初のレポートは「America's Frontline Trade Officials」（アメリカの貿易官僚最前線）であり、15年間でホワイトハウスの貿易官僚の半分近くが引退後に外国や海外企業のロビイストになる事を報告した。ルイスによると、この報告書は「司法省の規制や会計検査院の報告書、4人の大統領府官僚が召還された議会の公聴の引き金になり、ホワイトハウスの貿易官僚は生涯に渡って外国のロビイングをしてはならないとする、1993年1月のクリントン大統領の大統領命令の原因の1つになった」。

### CPI 太った猫のホテル 1996年
1996年、CPIは「Fat Cat Hotel: How Democratic High-Rollers Are Rewarded with Overnight Stays at the White House」（太った猫のホテル: 民主党の大口寄付者がどんな風にホワイトハウスで一泊してご褒美を貰うか）という報告書を発表した。この報告書はビル・クリントン大統領の任期中にリンカーン・ベッドルームに一泊する事と民主党やクリントンの再選キャンペーンに対する財政的貢献のつながりを調査した物だった。この報告書はマーガレット・エブラヒムが執筆し、職業ジャーナリスト協会の賞を受賞した。

### 猛毒の詐欺 1997年
「Toxic Deception: How the Chemical Industry Manipulates Science, Bends the Law, and Endangers Your Health」（「猛毒の詐欺: 化学産業が科学を操作し、法律をねじ曲げて、みんなの健康を害する方法」）は連邦政府によって規制されている有毒化学物質の規制方法について調査した。

### CPI 戦争の棚ぼた 2003年
2003年、CPIは「Windfalls of War」（戦争の棚ぼた）を出版した。この報告書はジョージ・W・ブッシュの選挙運動の献金が、アフガニスタンやイラクの再建契約の割り当てに影響したことを論じている。一方、雑誌「Slate」は献金と契約獲得の間に統計的に有意な相関関係があるかどうかを論じた記事を掲載し、「CPIはこの申し立てに対する証拠は持っていない」とした。

### ロビーウォッチ 2005年
CPIの「ロビーウォッチ」に関する報告書は2005年に発表された。最初の報告書は2005年1月に「Pushing Prescriptions」（押し通される処方箋）という題名で出版され、大手製薬会社がアメリカ合衆国で一番のロビイストであり、7年間で6億7500万ドルをロビーイング（陳情）に費やしていることを明らかにした。CPIは2005年の連載で、アメリカ食品医薬品局（FDA）やアメリカ合衆国通商代表部（USTR）ですら製薬会社から接触を受けている事を明らかにした。

### CPI 金融危機の裏に誰がいるのか？ 2009年
CPIの報告書「Who’s Behind the Financial Meltdown?」（金融危機の裏に誰がいるのか？）は世界金融危機の大本を探り、多くのメディアに特集された 。コロンビア・ジャーナリズムレビューは「なぜ新聞や雑誌はこれが出来なかったのか？」と論じた。

### CPI 気候変動ロビーの爆発的増加 2009年
CPIの報告記事「The Climate Change Lobby Explosion」（気候変動ロビーの爆発的増加）は100以上の新聞や雑誌、通信社やウェブサイトが引用した人気報告書である。これは上院の記録を分析し、気象変動ロビイストの数が上院議員毎に300％増加し、4人になった事を示した。

### タバコ・アンダーグラウンド 2010年
「Tobacco Underground」（タバコ・アンダーグラウンド）は現在進行中の密輸タバコの世界貿易の追跡プロジェクトである。この報告書はCPIのプロジェクトの一つ、国際調査報道ジャーナリスト連合（ICIJ）が製作し、調査報道者と編集者（IRE）が優れた犯罪報道に対して贈る「トム・レナー賞」やオーバーシー・プレスクラブ賞を受賞した。このプロジェクトの資金提供者はジョーンズ・ホプキンス・ブルームバーグ公衆衛生大学院である。このプロジェクトは共同プロジェクトであり、CPIとICIJ、ボスニア・ヘルツェゴビナやルーマニア、ロシア、ウクライナの記者達が構成する組織犯罪と汚職報道プロジェクト（OCCRP）、その他にブラジルやベルギー、カナダ、中国、イタリア、パラグアイ、英国の記者達も参加している。

### 大学構内の性的暴行 2010年
2010年、CPIはナショナル・パブリック・ラジオと提携して、「Sexual Assault on Campus」（大学構内の性的暴行）を出版した。この報告書は大学と政府機関が性的暴行の防止や性的暴行裁判の解決に失敗した事を天下に晒した。

### 秘密売出し中: オフショア口座 2013年から現在
2013年、調査ジャーナリスト国際連合（ICIJ）はオフショア銀行秘密口座の所有権に関する260ギガバイトのデータに基づいて、15ヶ月に渡る調査結果を公表した。このデータはジェラルド・ライルが、ファイアーパワー社のスキャンダルの調査の結果取得したものである。ICIJはオフショア銀行の調査連載を製作するために、ガーディアンやBBC、ル・モンドやワシントン・ポスト、スイスのソンタグ・ツァイトゥングや南ドイツ新聞、北ドイツ放送、朝日新聞と提携した。ICIJと提携報道機関は所有権情報を使って、世界中の政府の汚職や富裕層の租税回避の仕組み、ポンジ・スキームに使われた秘密オフショア口座や秘密化を促進する主要銀行の積極的な役割、それらの活動を可能にする戦略や行為者を報道した。2014年前半、ICIJは「オフショア・リーク」の一部を発表し、中国の政治的・財政的エリートの親類縁者が蓄財するためにオフショアのタックス・ヘイブンを使っていることを報じた。また秘密口座の中には日本の丸紅や東北電力の口座も含まれていると言う。

### 息が出来ない重荷 2013年
2013年からCPIは「Breathless and Burdened: Dying from Black Lung, Buried by Law and Medicine」（息が出来ない重荷：塵肺病で死にかけ、法律や医療によって埋葬される）を連載し、炭鉱夫の塵肺の訴えを医師や法律家が石炭産業の要望に従って退けている問題について調査報道をした。この連載はセンター・フォー・パブリック・インテグリティのクリス・ハンビーとABCニュースの調査報道隊が行ったもので、2014年4月にピューリッツァー賞（調査報道部門）を受賞した。

### 金融危機の後 2013年
2013年にCPIは「After the Meltdown」（金融危機の後）を発表し、規制当局や検察が2008年の経済危機の責任者の追及に失敗したことを調査報道した。この連載はCPIのアリソン・フィッツジェラルドやダニエル・ ワーグナー、ローレン・ カイガー、ジョン・ダンバーのほかに15の報道機関から30人の記者が参加して行われ、2013年度のジョージ・ポルク賞（ビジネス報道部門）を受賞した。

## 賞賛
ナショナル・パブリック・ラジオのケビン・フィリップスは、「他のどんな調査報道団体も、これほど多くの厳密な調査のフラッシュライトを、これほど多くのワシントンの汚いランドリー･バスケットの中に照らさなかった」と述べた。2006年、スレート・メディアの評論家のジャック・シェーファーは、CPIを「過去数十年で大都市の日刊新聞が行ったのと同じくらいの調査報道のニュース・ストーリーを発表している」とした。

### 受賞
CPIは2003年に「Windfalls of War: U.S. Contractors in Iraq and Afghanistan」（戦争の棚ぼた: イラクとアフガニスタンにおける合衆国の契約者達）を発表し、イラクとアフガニスタンでアメリカが費やした軍事費について調査してジョージ・ポルク賞を受賞した。この報告書は幅広いメディアの報道の引き金となり、軍事支出に対するアメリカ合衆国議会の監査を増加させた。
2011年、CPIは工場労働者や周囲の共同体を危険に陥れる検査不足について報道し、社会正義ジャーナリズムに対して与えられるジェームズ・アローンソン賞を受賞した。2012年、CPI記者のマイケル・ハドソンは「The Great Mortgage Cover-Up」（大いなる担保の揉み消し）を執筆し、アメリカのビジネス編集者と執筆者会から、デジタル調査報道に対する「ベスト・イン・ビジネス」賞を受賞した。
CPIの報道はアメリカ・ペンクラブや調査報道者と編集者、職業ジャーナリスト会、 議会報道者と編集者協会、全国プレス財団、ジョアン・ショーレンスタイン・センターなどからも受賞した。

## 批判
CPIに対する批判は財源に対して述べられることが多い。

### ジョージ・ソロスからの資金提供
CPIはジョージ・ソロスから多額の資金提供を受けていることを批判されている。ソロスは政治活動に熱心なビリオネア（億万長者）であり、ブッシュ政権に対して批判的だった。ソロス系団体の一つであるオープン・ソサエティ財団のウェブサイトは、CPIに対する4つの補助金について情報公開している。すべてはブッシュが2004年の大統領選挙戦に参戦する前になされた物であり、
- 年間7万2400ドル（2000年）- 検察官の不正に関する調査報道連載[69]
- 年間7万5000ドル（2001年）- 検察官の不正による誤審判決の調査[70]
- 年間10万ドル（2002年）- 連邦から州・地方までの通信産業の政治的支出に関する調査[71]
- 3年間で100万ドル（2002年）- グローバル・アクセス・プロジェクトの支援[72]

過去の繋がりにもかかわらず、CPIの書類は2004年の選挙中のソロスの献金を「サイレント・パートナー」プロジェクトの一部としている。このプロジェクトは選挙運動財源開示規則を回避して両候補に数百万ドルの資金を送り込む「527」グループについて報道し、オンライン・ジャーナリズム協会賞を受賞した。このプロジェクトは2012年の選挙中にソロスの家族が行った政治活動の 略歴詳細 も公表している。2009年にCPIは65万1650ドルをオープン・ソサエティ財団から受け取ったと報告している。ワシントン・ポストのジェニファー・ルービンは「CPIがコーチを止めどなく非難したことや（少なくとも部分的に）ソロスの資金提供を受けた事は、（議題を報道する）擁護ジャーナリズムか真の独立ジャーナリズムかの疑惑を生じさせた」と述べた。

### 選挙運動資金規正法支持者からの資金提供
2005年3月のウォール・ストリート・ジャーナルの記事で、解説者のジョン・ファンドはCPIを「選挙運動資金ロビー」の一員だと非難した。ジョン・ファンドはピュー慈善信託のプログラム・マネージャーのショーン・トレグリアの演説を引用して、社会運動の資金に対する新しい規制を求める大衆の認識を惑わせるために、「8つのリベラル財団」が密かに行う「ステルス・キャンペーン」について論じた。ジョン・ファンドは「記者達は官僚を騙しなれており、ある問題が本当に人気があると官僚が考えるようにしている。しばしばその試みは明らかになるが、CPIのような「良い政治」グループが同じ戦術を使うと、ジャーナリストはいつもそれを無視する」と論じて、ピューの議題設定を押し付けるフロントグループだと、CPIを名指しした。
選挙運動資金に関するCPIの報道に対するピューの資金援助を強調する事で、トレグリアの演説から生じた批判に対してCPIのビル・アリソンは反論した。ブロガーのライアン・サーガーが発した議論のうち、CPIの報道は擁護に等しいと言う考えに対しても、アリソンは異議を唱えた。「私達が補助金を受け入れる目的は数百・数千もの公的な記録をデータベースに格納して、ウェブサイトに投稿して、誰もがそれを使えるようにする為です。選挙運動資金改革のために使わなければなかったお金は1円もありません」。
CPIのウェブサイトの他の評論で、アリソンはCPIに対する批判（特にジョン・ファンドが行った批判）に異議を唱えた。「（ジョン・ファンド）はセンターが政府の官僚（または誰でも）を騙して、選挙運動資金が本当に人気のある問題だと考えるようにした実例を1つも引用していない。なぜなら彼はそれが出来ないからだ。私達はそんな事はしていないし、広報運動もしていない。私達は議会に対するロビー活動をしていないし、連邦選挙委員会に対する陳情もしていない。私達の報道を多くの個人の寄付金が支援しているのは、フリではない。私達の有料会員は約6000人に達している。確かにもっと居れば私達は嬉しいけど。ミスター・ファンドさんはどうかと言えば、選挙運動資金問題が彼にとって重要だった頃に戻ると、ジョン・フアンについて自分が書いた文章に権威を添えるために私達を探し出して、1996年10月29日のコラムに私達を引用した。ミスター・ファンドさんがいくつもの民主党全国委員会の選挙運動資金の違反について書く時は、彼が連邦政府の官僚を騙して、人々がこの問題を気にかけているとを思わせようとしている時ではないですか？。

### 海からの略奪論争
2010年11月、CPIは「Looting the Seas」（海からの略奪）を出版し、クロマグロの乱獲について報告した。ポリティコは「このプロジェクトの鍵となる情報を取得するために、記者達は情報源から与えられたパスワードを使って、おそらく法律違反の方法で、政府間の漁業規制組織体のデータベースにアクセスした。CPIの弁護士や外部の法律事務所は、CPIのスタッフが報告書のための情報取得に際して、おそらく法律に違反したと判断した。更に関連書類に引用された専門家の1人は、CPIからのプロジェクト・コンサルタント料として1万5000ドルを受け取っていた。CPIのジョン・ソロモンが連載作業をしたチームに対して多くの告発をした時、報告書を作成するために使われた調査方法が組織を巡る争点の1つになった。CPI代表のウィリアム・ブゼンバーグは、CPIの役員であり前ニューヨーク・タイムズのワシントン支局チーフのビル・コバッチに本件の調査を依頼した。コバッチはCPIの報告書には「しっかりとした根拠があり、倫理的にも公衆の利益を充たしている」と結論付けた。更に役員会は法律的な疑問に答えるために外部の法律事務所を雇った。コロンビア・ジャーナリズム・レビューは「データにアクセスするためにパスワードを使うことの合法性については、検察官はコンピューター詐欺と濫用防止法の違反だと言うかもしれないと、法律家は理論的に結論付けた。しかし実際にそうするかは議論の余地がある。とにかく告訴されれば議論が巻き起こる可能性が非常に高い」とした。デイビッド・カプランとジョン・ソロモンはCPIを辞職して、CPIもマグロ問題についてのピューリッツァー賞の参加を辞退した。ニューヨーク・タイムズのアンディ・レブキンは「テレビ製作における合衆国政府機関と環境グループの関係は客観性に対する疑問を駆り立てる。しかしパッケージは結局は強力だ」と書いた。海からの略奪の連載は2つのジャーナリズム賞（調査報道者と編集者のトム・レナー賞、アメリカのオーバーシー・プレスクラブのホイットマン・バッソウ賞）を受賞した。CPIによると2011年11月、クロマグロ貿易を行う約50カ国の代表者達は捕獲追跡システムの徹底的な見直しに合意した。

### 擁護団体との協調
2011年、ポリティコはCPIが擁護団体と協力していることに疑問を呈した。ポリティコはCPIがグリーンピースと協調して、コーチ・インダストリーに関する報告書を発表したと報じた。ポリティコは「海からの略奪」の資金提供者であるピュー慈善信託はCPIのドキュメンタリーの上映を主催し、クロマグロ保護のために他のNPOと共に「行動の呼びかけ」を組織した。2008年にCPIはタバコについての報告書を出版したが、どちらの運動もタバコ・フリー・キッズと呼ばれる擁護団体から資金提供と後押しを受けていた。

## 出版した書籍
- Borders, Rebecca; Dockery, C.C. (1995). Beyond the Hill: A Directory of Congress from 1984 to 1993. University Press of America. ISBN 0-8191-9820-X
- Lewis, Charles; Benes, Alejandro; O'Brien, Meredith; The Center for Public Integrity (1996). The Buying of the President. Avon Books. ISBN 0-380-78420-3
- Fagin, Dan;; Lavelle, Marianne; The Center for Public Integrity (1997). Toxic Deception: How the Chemical Industry Manipulates Science, Bends the Law and Endangers Your Health. Carol Publishing Corporation. ISBN 1-55972-385-8
- Lewis, Charles; The Center for Public Integrity (1998). The Buying of the Congress: How Special Interests Have Stolen Your Right to Life, Liberty and the Pursuit of Happiness. Avon Books. ISBN 0-380-97596-3
- Green, Alan (1999). Animal Underworld: Inside America's Black Market for Rare and Exotic Species. Public Affairs. ISBN 1-58648-374-9
- Lewis, Charles; The Center for Public Integrity (2000). The Buying of the President 2000. Harper Perennial. ISBN 0-380-79519-1
- The Center for Public Integrity (2000). Citizen Muckraking: Stories and Tools for Defeating the Goliaths of Our Day. ISBN 1-56751-188-0
- Lewis, Charles; Allison, Bill; the Center for Public Integrity (2001). The Cheating of America: How Tax Avoidance and Evasion by the Super Rich Are Costing the Country Billions, and What You Can Do About It. William Morrow & Company. ISBN 0-380-97682-X
- Renzulli, Diane; Center for Public Integrity, The (2002). Capitol Offenders: How Private Interests Govern Our States. ISBN 1-882583-14-0
- The Center for Public Integrity (2003). Harmful Error. ISBN 1-882583-18-3
- The Center for Public Integrity (2003). The Water Barons: How a Few Powerful Companies are Privatizing Our Water
- Lewis, Charles; the Center for Public Integrity (2004). The Buying of the President 2004: Who's Really Bankrolling Bush and His Challengers--and What They Expect in Return. Harper Paperbacks. ISBN 0-06-054853-3
- Center for Public Integrity, The (2004). The Corruption Notebooks. ISBN 1-882583-19-1
- Center for Public Integrity, The (2005). Networks of Influence: The Political Power of the Communications Industry. Center for Public Integrity. ISBN 1-882583-20-5
- Center for Public Integrity, The (2007). City Adrift: New Orleans Before & After Katrina. Louisiana State University Press. ISBN 0-8071-3284-5